# Carlo Ancelotti
Pour les articles homonymes, voir Ancelotti et Carletto.
Carlo Ancelotti, né le 10 juin 1959 à Reggiolo en Italie, est un ancien footballeur international italien, devenu entraîneur. Largement considéré comme l'un des meilleurs techniciens du monde et de l'histoire, il est l’actuel sélectionneur du Brésil.
Surnommé Carletto ou « Don Carlo », Carlo Ancelotti connaît une brillante carrière de milieu de terrain d'abord à Parme puis à l'AS Rome, où il porte le brassard de capitaine et remporte un titre de champion d'Italie et quatre coupes nationales. Parti à l'AC Milan, il remporte en cinq ans deux nouveaux scudetti (championnats de Serie A) et deux coupes d'Europe. Appelé à vingt-six reprises en équipe d'Italie, il participe à l'Euro 88 et à la Coupe du monde 1990, terminée à la troisième place.
Devenu entraîneur, il dirige successivement l'AC Reggiana, Parme et la Juventus, avant d'être appelé en 2001 à la barre de l'AC Milan, avec lequel il connaît de grands succès : il remporte le championnat en 2004, mais surtout la Ligue des champions à deux reprises (en 2003 et en 2007 ainsi qu'une finale perdue en 2005). Il devient ainsi le sixième footballeur à remporter la C1 comme joueur puis comme entraîneur.
En 2009, il quitte l'Italie pour entraîner le club anglais de Chelsea, où il remporte dès sa première saison un historique doublé Coupe-Championnat, devenant le second entraineur non-britannique, après Arsène Wenger, à réaliser cette performance. Après un passage au Paris Saint-Germain ponctué d'un titre de champion de France, il devient à partir de 2013 l'entraîneur du Real Madrid où il remporte notamment une nouvelle Ligue des champions en 2014 avant d'être démis de ses fonctions l'année suivante après une saison blanche. En 2016, il découvre un cinquième championnat en étant nommé entraîneur du Bayern Munich où il gagne la Bundesliga dès sa première saison avant d'être licencié quelques mois plus tard.
Ancelotti dirige ensuite successivement le SSC Napoli, puis Everton connaissant des expériences mitigées avant de retrouver le banc du Real Madrid en 2021 avec lequel il remporte la Liga l'année suivante, faisant de lui le premier coach à avoir gagné chacun des cinq championnats majeurs européens. Avec le club espagnol, il décroche sa quatrième Ligue des champions en 2022, faisant de lui l'entraîneur le plus titré de la compétition. Il réitère cette performance en remportant de nouveau avec les Merengues la Ligue des champions en 2024, portant son total à 5 titres remportés dans la plus prestigieuse des compétitions européennes.

## Biographie

### Carrière de joueur

#### Parme (1976-1979)
Carlo Ancelotti fait ses débuts en Série C1, à l'âge de 18 ans, à Parme au cours de la saison 1976-1977. La saison suivante, il joue 21 matches avant de s'imposer véritablement au sein de l'équipe parmesane et de jouer 33 matches au cours de la saison 1978-1979. Il contribue largement à la montée de son club en Série B cette même année (qui y accède à la suite d'une victoire 3-1 en match d'appui contre Trieste, match durant lequel Ancelotti marque deux buts) et est repéré par l'AS Rome et par Nils Liedholm qui obtient sa signature au cours de l'année 1979. À cette occasion, les Romains devancent l'Inter Milan, où il avait joué un match amical pas convaincant, sur les rangs également pour enrôler le prometteur milieu de terrain.

#### AS Rome (1979-1987)
Il porte pour la première fois le maillot des Giallorossi le 16 septembre 1979 avec l'AS Rome contre l'AC Milan (0-0) et fait donc à cette occasion ses débuts en Serie A. Il dispute 23 matches lors de sa première saison et commence à s'imposer de plus en plus au sein du système de Nils Liedholm, entraineur de l'équipe romaine jusqu'en 1984. À Rome, en seulement huit ans, il décroche un titre de Champion d'Italie en 1983, quatre Coupes d'Italie (en 1980, 1981, 1984 et 1986) et accède à la finale (mais sans la jouer) de la Coupe des clubs champions 1984 (battus par Liverpool aux tirs au but).
Signe de son influence croissante dans cette équipe, il devient capitaine de l'équipe à partir de 1985 avant son départ pour le Milan AC à l'été 1987.
Avec la Roma et en 8 saisons, il joue 171 rencontres et marque 9 buts. Au cours de sa « période romaine », Carlo Ancelotti est victime de blessures au genou à répétition qui lui ont gâché une partie de ses saisons 1981-1982 (5 matches disputés) et 1983-1984 (9 matches) et lui ont probablement fait rater la Coupe du monde 1982 en Espagne.

#### AC Milan (1987-1992)
De 1987 à 1992, il fait partie de la grande équipe de l'AC Milan, référence du football européen durant cette décennie 1990 et considérée comme l'une des plus grandes équipes de tous les temps. Ancelotti côtoie ainsi Paolo Maldini, Franco Baresi, Mauro Tassotti, Alessandro Costacurta, Frank Rijkaard, Ruud Gullit, Roberto Donadoni ou Marco van Basten.
Avec l'AC Milan il dispute 110 rencontres en Série A italienne et marque 10 buts. Son premier match avec Milan est disputé le 13 septembre 1987 à Pise (victoire 3-1). Il remporte avec les Rossoneri deux « scudetto » en 1988 et 1992, deux Ligues des champions en 1989 (après avoir marqué un but sublime en demi-finale à San Siro contre le Real Madrid) et 1990 (1-0 contre Benfica Lisbonne en finale), deux Coupes intercontinentales en (1990 et en 1989) et deux Supercoupes d'Europe en 1989 et 1990.
Il met fin à sa carrière à 33 ans à la fin de la saison 1991-1992 après avoir décroché son troisième scudetto, son deuxième avec le club milanais.

#### Équipe nationale
Il est sélectionné pour la première fois en équipe d'Italie le 6 janvier 1981 contre les Pays-Bas à Montevideo au cours d'un match amical (1-1 score final). Après avoir raté la Coupe du monde 1982 en Espagne à cause d'une blessure au genou, il fait partie du groupe italien présent à la Coupe du monde 1986 mais ne participe à aucune rencontre de cette compétition à la suite de résultats de tests physiques réalisés avant la compétition et jugés insuffisants par le sélectionneur Enzo Bearzot qui lui préfère alors Fernando De Napoli. Deux ans plus tard, il participe enfin à sa première phase finale à l'Euro 1988 en RFA ou il dispute les quatre rencontres de sa sélection (éliminée en demi-finales par l'URSS 2-0) et délivre une passe décisive pour Gianluca Vialli qui inscrit le but de la victoire face à l'Espagne (1-0) en phase de groupes. En 1990, diminué par une douleur au quadriceps droit, il dispute seulement trois matches de la phase finale de la Coupe du monde 1990 contre l'Autriche (1-0), l'Irlande (1-0) en quart de finale, et l'Angleterre (2-1) pour la finale pour la troisième place.
Il dispute son dernier match international le 13 novembre 1991 à Gênes contre la Norvège (1-1) en match qualificatif de l'Euro 1992.
Au total, Ancelotti est sélectionné à 26 reprises en équipe d'Italie. Avec la Squadra Azzurra, il n'inscrit qu'un but, le 6 janvier 1981, contre les Pays-Bas à l'occasion du Mundialito en Uruguay.
Le 30 septembre 1991, Ancelotti est fait Chevalier de l'Ordre du Mérite de la République italienne (Cavaliere Ordine al Merito della Repubblica Italiana) sur proposition de Francesco Cossiga.

### Carrière d'entraîneur

#### Sélectionneur de l'Italie (1992-1995)
Après sa brillante carrière de joueur, Ancelotti décide de devenir technicien. Il devient l'un des adjoints d'Arrigo Sacchi, le sélectionneur de la Squadra Azzurra et participe ainsi à l'épopée de son équipe à la Coupe du monde de football 1994 aux États-Unis (défaite aux tirs au but en finale contre le Brésil).

#### AC Reggiana (1995-1996)
À l'été 1995, Il prend en main le premier club de sa carrière, l'Associazione Calcio Reggiana 1919, alors en Serie B. Dès sa première année à la tête du club, celui-ci termine troisième et accède à la Serie A.

#### Parma Calcio 1913 (1996-1998)
Malgré ses succès dans le club d'Émilie-Romagne, Ancelotti quitte l'AC Reggiana à l'été 1996 et part entrainer le club de ses premières années professionnelles, Parma Calcio 1913, équipe très compétitive avec des joueurs de la trempe d'Hernán Crespo, de Enrico Chiesa ou Ze Maria. Il connait de nouveau le succès en hissant les Parmesans à la deuxième place du championnat 1996-1997 derrière la Juventus FC. C'est la meilleure performance de l'histoire du club qui dispute donc la Ligue des champions la saison suivante. Malheureusement, le parcours dans cette Ligue des champions 1996-1997 est décevant pour les Parmesans, éliminés dès la phase de poules et en championnat où malgré leur effectif, ils terminent seulement cinquièmes. Ancelotti quitte alors le club à la fin de la saison malgré deux qualifications européennes en deux ans.

#### Juventus FC (1999-2001)
Après une saison blanche sans entrainer, Ancelotti rebondit à la Juventus où en février 1999, il remplace Marcello Lippi débarqué en cours de saison. La Vieille Dame termine l'année à la septième place au classement et accède aux demi-finale de la Ligue des champions 1999 où elle cède face au futur vainqueur, Manchester United. Le bilan comptable est donc plutôt bon pour Ancelotti à la fin de sa première demi-saison dans le Piémont. Cependant, il a du mal à se faire accepter par les supporters qui lui reprochent son passé de joueur du Milan AC et de l'AS Rome, rivaux historiques de la Juventus. La saison suivante, son équipe joue de nouveau les premiers rôles en Serie A où elle termine à la place de deuxième, échouant à un point seulement de la Lazio Rome et se faisant dépasser par les Romains lors de la dernière journée après une défaite mémorable (0-1) sur la pelouse à la limite du praticable de Pérouse. Cette saison 1999-2000 est également marquée par la victoire des Bianconeri d'Ancelotti en Coupe Intertoto (victoire en finale face au Stade rennais).
De nouveau sur le banc des Turinois à l'orée de la saison 2000-2001, Ancelotti et ses hommes s'imposent de nouveau comme l'un des protagonistes de ce championnat terminant de nouveau à la place de dauphin mais cette fois de l'AS Rome. Malgré les 144 points marqués avec son club en deux saisons, le technicien romagnol décide de quitter le club à l'été 2001, remplacé par Marcello Lippi de retour au club, seulement deux ans et demi après son départ précipité du printemps 1999.

#### AC Milan (2001-2009)

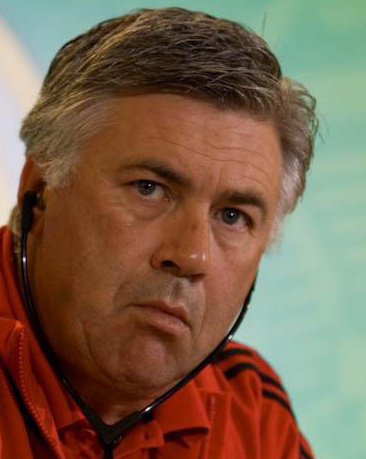
Carlo Ancelotti avec l'AC Milan.

Ancelotti arrive en novembre 2001 à l'AC Milan alors que le club dirigé par le Turc Fatih Terim est en pleine crise. Il rétablit la barre offrant la quatrième place au club à la fin de l'exercice 2001-2002 mais est critiqué par la direction du club (notamment Silvio Berlusconi) qui lui reproche la mise en place d'un jeu trop défensif, inhabituel pour les Milanais.
La saison suivante, Ancelotti arrive à mettre tout le monde d'accord : Carletto et ses hommes réussissent en effet une véritable performance en réalisant le doublé Coupe d'Italie - Ligue des champions (en battant en finale les grands rivaux de la Juventus aux penalties). Il est alors le quatrième entraineur (avec Miguel Muñoz, Giovanni Trapattoni et Johan Cruyff, rejoints ensuite par Frank Rijkaard, Pep Guardiola et Zinedine Zidane) à remporter la Ligue des champions en tant qu’entraîneur et joueur.
La saison 2003-2004 lui permet de remplir encore plus son palmarès en remportant la Supercoupe de l'UEFA 2003 et surtout le titre de Champion d'Italie 2004 (avec 11 points d'avance sur la Juventus!) avec une équipe extrêmement talentueuse sur toutes ses lignes : Gennaro Gattuso, Rui Costa, Pippo Inzaghi, Andriy Chevtchenko, Kaká (arrivé en début de saison) ou Paolo Maldini qui est à présent sous ses ordres après avoir été son coéquipier de 1987 à 1992 sous le maillot milanais.
En 2005, les Milanais réussissent l'exploit d'atteindre de nouveau la finale de la Ligue des champions après avoir sorti notamment Manchester United et l'Inter Milan en huitièmes et en quart de finale. Le match pour le titre le 25 mai 2005 à Istanbul opposent les Italiens aux Anglais de Liverpool et reste comme un des plus grands match de l'histoire de la Ligue des champions et une des plus grandes déceptions d'Ancelotti dans sa carrière d'entraineur. Alors que les Milanais mènent 3-0 à la mi-temps, les hommes de Rafael Benítez reviennent à 3-3 à l'heure de jeu avant de s'imposer 3-2 aux penalties. La même saison, les Rossoneri ratent un autre titre en terminant deuxième de la Serie A derrière la Juventus.
Bis repetita pour Milan la saison suivante puisque les Rouge et Noirs terminent de nouveau à la seconde place du Championnat 2005-2006 derrière les Turinois de Gianluigi Buffon et David Trezeguet. Mais l'affaire des matches truqués du Calcio qui éclate au printemps 2006 bouleverse totalement le classement final de cette saison 2005-2006 : le club milanais est pénalisé de 30 points et rétrograde à la troisième place du classement sans pouvoir disputer la Ligue des champions 2006-2007. En outre, les Rossoneri débutent le Championnat 2006-2007 avec 8 points de pénalité. Cette pénalité a peu d'importance en fin d'année puisque les Lombards terminent quatrième au classement à 14 points de l'AS Rome et 36 points de l'Inter Milan et se qualifient pour la Ligue des champions la saison suivante. Cette Ligue des champions 2007 est l'occasion pour l'équipe d'Ancelotti, pourtant vieillissante, de se sublimer et de briller : après un tour préliminaire et une phase de poules plutôt laborieux, les Milanais semblent monter en puissance éliminant successivement le Celtic FC, le Bayern Munich, puis Manchester United, avant de prendre sa revanche de l'édition 2005 en battant Liverpool (2-1) le 23 mai 2007 à Athènes sur un doublé de Pippo Inzaghi. À cette occasion Ancelotti remporte donc sa quatrième Ligue des champions. Il rejoint alors Vicente del Bosque, José Mourinho et Ottmar Hitzfeld, auxquels s'ajouteront plus tard Alex Ferguson, Pep Guardiola et Zinédine Zidane, dans le cercle très fermé des doubles vainqueurs de cette Coupe. Il est cependant le seul à avoir remporté la Ligue des champions à deux reprises aussi bien en tant que joueur qu'en tant qu'entraîneur.
Ce succès dans la plus grande compétition européenne semble pourtant marquer un tournant dans le destin du club lombard. À partir de la fin d'année 2007, malgré ses succès en Super Coupe d'Europe et au Mondial des clubs 2007, l'équipe milanaise semble en fin de cycle. Elle termine seulement à la cinquième place du Championnat 2007-2008 avant de terminer à la troisième place à la fin de l'exercice 2008-2009.
Le 31 mai 2009, le président de l'AC Milan Adriano Galliani annonce la séparation d'un commun accord du club et de son entraineur. Comme un symbole de cette fin de cycle, Paolo Maldini et Kaká quittent eux aussi le club. Leonardo devient alors l'entraineur.
En huit saisons avec les Rossoneri, son bilan est impressionnant : un « scudetto », deux Ligues des champions, deux Supercoupes d'Europe, un Mondial des Clubs, une Supercoupe d'Italie et une coupe d'Italie qui en fait l'un des entraineurs les plus titrés du club lombard. On qualifie d'ailleurs cette équipe du début des années 2000 comme les « Meravigliosi » de Ancelotti (que l'on peut traduire comme les Formidables d'Ancelotti).

#### Chelsea FC (2009-2011)

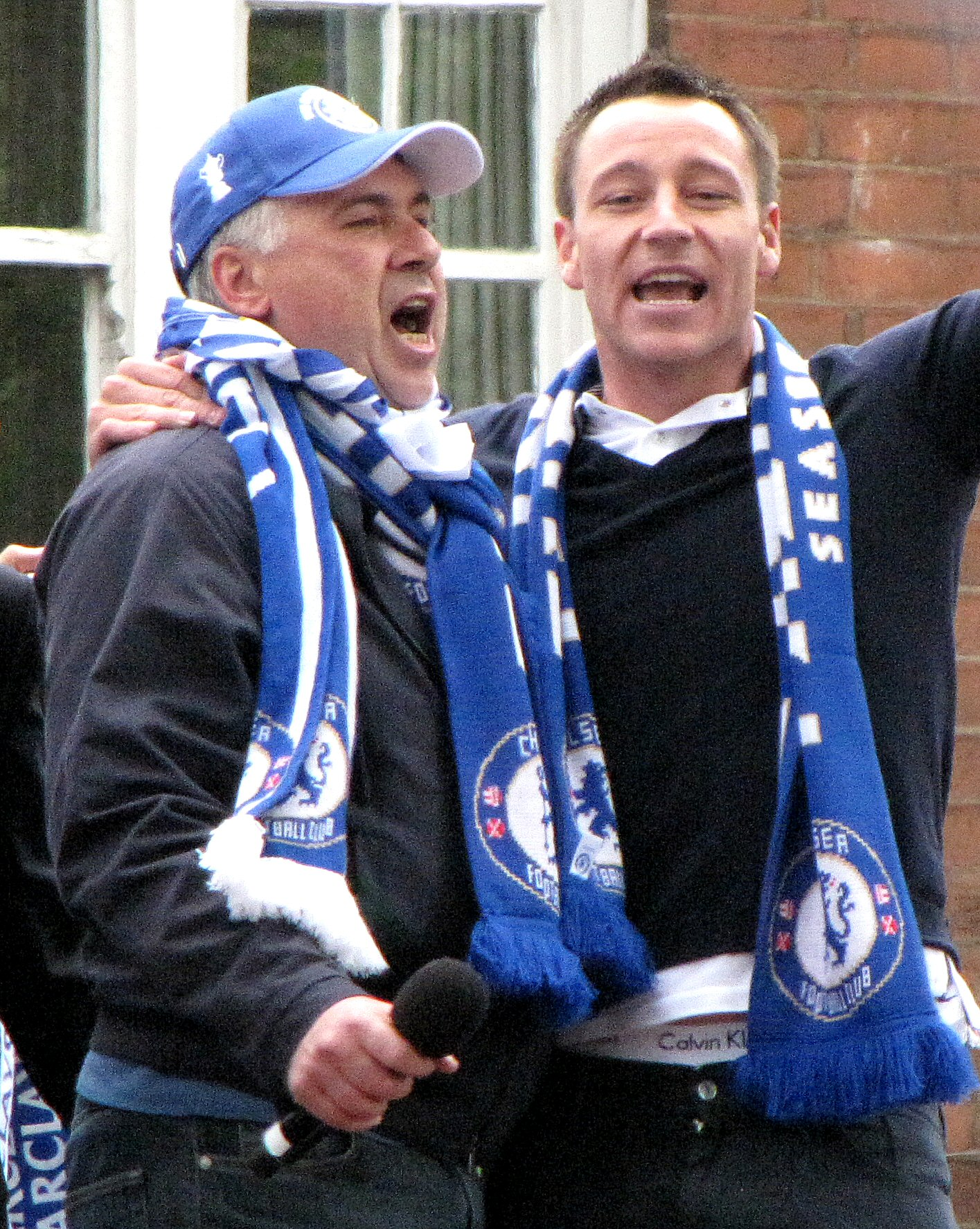
Ancelotti et John Terry fêtant le doublé de Chelsea lors de la saison 2009-2010.

Il signe le 1er juin 2009 un contrat avec Chelsea sollicité par le richissime président du club londonien, Roman Abramovitch.
Avec Ancelotti, Chelsea commence la saison 2009-2010 en remportant le Community Shield face à Manchester United aux tirs au but. En Ligue des champions, les Blues prennent des points dans tous leurs matches (seuls les Girondins de Bordeaux ont réalisé le même exploit) et finissent premiers de leur groupe devant le FC Porto. En huitièmes de finale, ils s'inclinent deux fois (2-1 ; 0-1) contre le futur vainqueur, l'Inter Milan dirigé par l'ancien entraineur portugais de Chelsea, José Mourinho. Mais Chelsea ne baissera pas les bras : en championnat, ils battent toutes les autres équipes du Big Four deux fois chacune : Liverpool 2-0 et 0-2 ; Arsenal 0-3 et 2-0 Manchester United 1-0 et après la victoire 1-2 à Old Trafford, le club ne quittera plus la tête de la Premier League. C'est la première fois[Depuis quand ?] qu'aucune équipe du Big Four ne parvient à prendre de points contre le futur champion. Lors de la dernière journée, à domicile, ils étrillent Wigan (8-0), ce qui leur offre leur quatrième titre de champion d'Angleterre, devant Manchester United, champion en titre depuis 2007. La saison se conclut en remportant la Coupe d'Angleterre face à un Portsmouth relégué.
Chelsea établit aussi avec 103 buts inscrits un nouveau record de buts marqués en championnat en une saison depuis que le championnat d'Angleterre est rebaptisé Premier League en 1992.
Le 22 mai 2011, il est limogé de son poste d'entraîneur après avoir fini second du championnat (à 9 points de Manchester United) et après avoir perdu son dernier match 1-0 face à Everton.

#### Paris Saint-Germain (2011-2013)

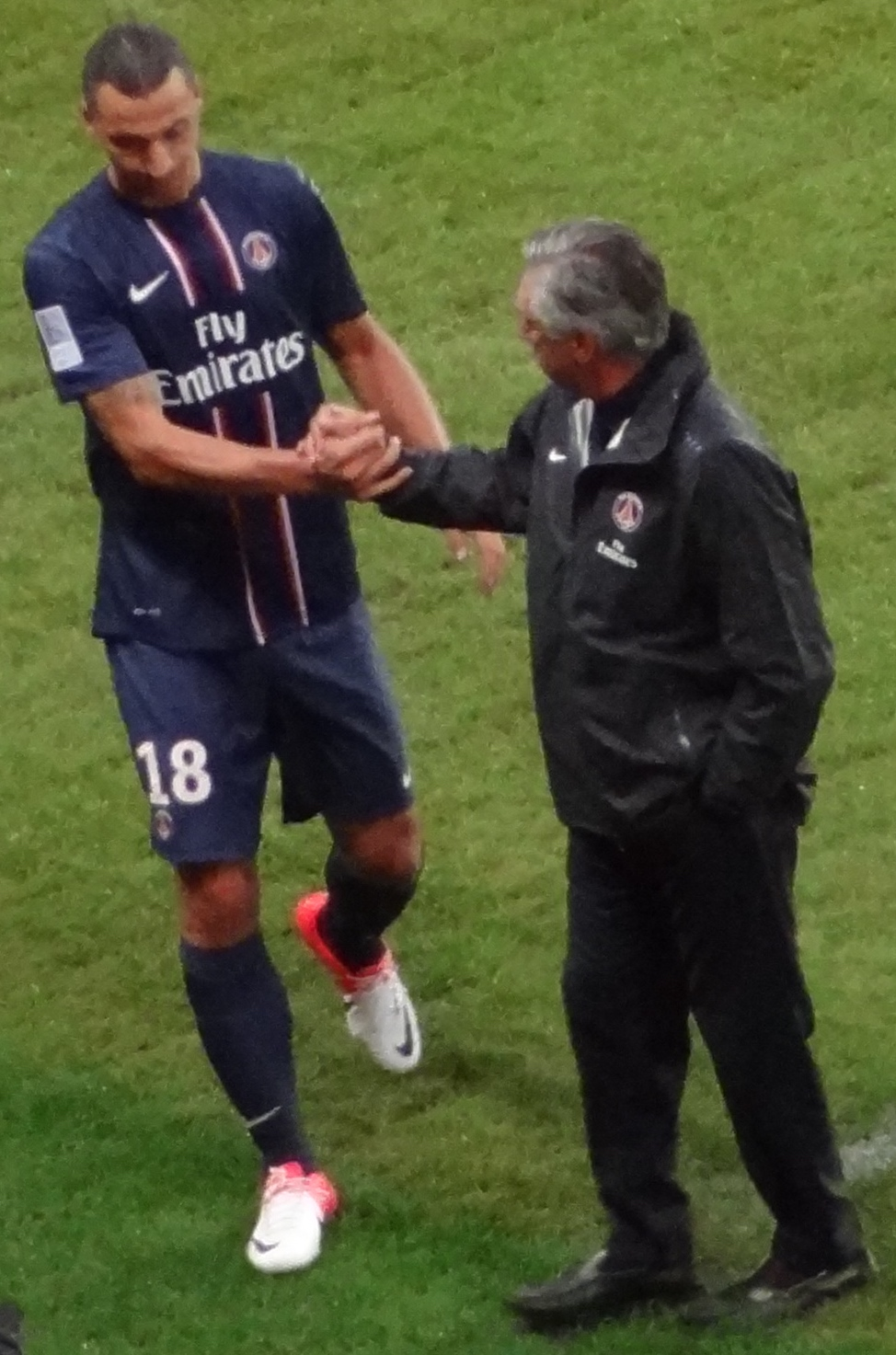
Ancelotti saluant la sortie de Zlatan Ibrahimović.

Le 30 décembre 2011, le PSG officialise sa venue dans le club en remplacement d'Antoine Kombouaré. L'Anglais Paul Clement qui était son adjoint à Chelsea, Claude Makelele et Angelo Castelazzi deviennent ses adjoints.
Carlo Ancelotti fait ses débuts sur le banc parisien face au Milan AC en match amical à Doha (le PSG s'incline 1-0 malgré un bon match de son équipe). Il dirige et remporte 2-1 son premier match officiel en coupe de France face à la modeste équipe de Locminé (CFA 2), match qu'il qualifiera de "difficile".
Il enchaînera ensuite trois victoires d'affilée, deux en championnat (Toulouse : 3-1 et Brest : 1-0) et une en coupe de France (4-0 face aux amateurs de Sablé) confirmant ainsi la place de leader du PSG, toutefois sans accroître son avance de 3 points sur son dauphin, Montpellier. Le 4 février, il enchaîne une cinquième victoire consécutive avec le PSG lors de la 22e journée contre Évian (3-1) qui fait de lui le premier entraîneur parisien à gagner ses cinq premières rencontres.
Il confirme ses bons débuts sur le banc du PSG en parvenant à rendre l'équipe toujours invincible depuis sa prise de fonction. En effet, on voit naître une force mentale dans l'équipe qui parvient à revenir dans les cinq dernières minutes de plusieurs matchs : contre Montpellier (2-2), Lyon (4-4), Dijon (2-1) et Caen (2-2), ce qui lui permet d'assurer sa place de leader du championnat. La presse parle alors d'un " Ancelottime ". Il connaît sa première défaite à la tête de Paris après trois mois d’invincibilité en quart de finale de la coupe de France à domicile face à Lyon (1-3). Il connaît également sa première défaite en championnat lors de la 30e journée de Ligue 1 à Nancy (1-2). Il remporte le premier classique de la saison en tant qu'entraîneur contre l'OM, (2-1) et s'accroche toujours au leader du championnat, Montpellier.

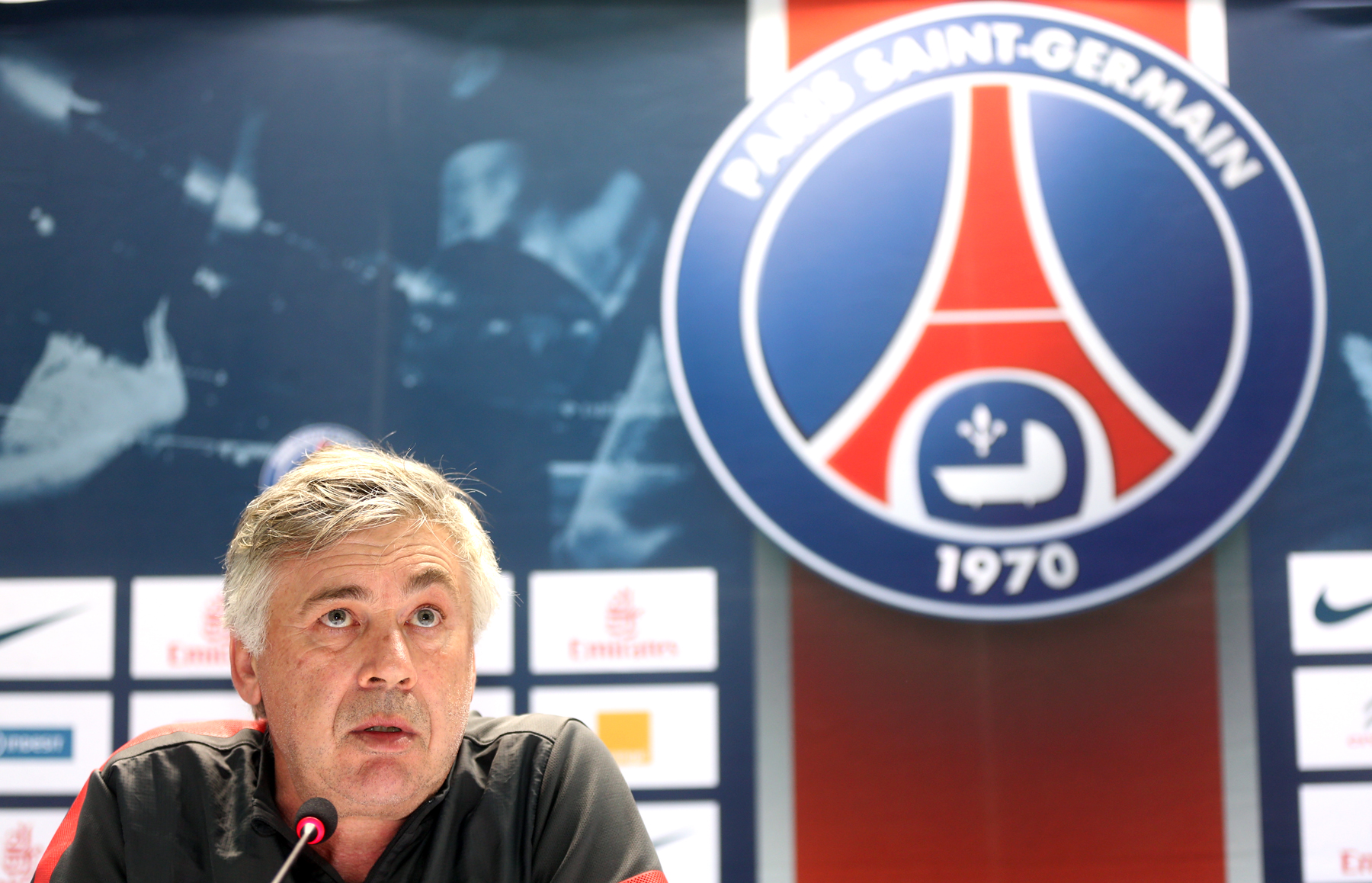
Ancelotti lors d'une conférence de presse du PSG.

Les Héraultais ne faiblissent pas dans la dernière ligne droite. Au coude à coude à quelques journées de la fin, c'est le Paris Saint-Germain qui abandonne des points précieux dans la course au titre, notamment lors de ses déplacements à Auxerre, où les hommes de Carlo Ancelotti se font rejoindre au score en fin de match (1-1), et à Lille, où après avoir mené 0-1 les Parisiens finissent par s'incliner (2-1). Comme il l'avait prédit à plusieurs reprises dans les médias, Carlo Ancelotti et le PSG jouent donc le titre lors de la 38e et dernière journée de la saison dans un duel à distance avec Montpellier. Au coup d'envoi, le Paris Saint-Germain compte trois points de retard sur le leader montpelliérain, et seule une victoire du PSG conjuguée à une défaite de leurs adversaires peut offrir le titre au club de la Capitale. Si Paris fait le travail et s'impose à Lorient (1-2) après avoir été mené (buts de Javier Pastore et de Thiago Motta), dans le même temps, Montpellier bat Auxerre sur le même score. Les Parisiens échouent à trois longueurs du titre malgré une très bonne saison (23 victoires, 10 nuls, 5 défaites, 75 buts, pour 41 buts contre).
Pour ce premier demi-exercice, Carlo Ancelotti présente un bilan plutôt positif bien qu'il soit forcément comparé avec celui de son prédécesseur, Antoine Kombouaré. Les deux hommes font quasiment jeu égal ; le PSG a acquis 40 points lors de la première partie de saison et 39 points lors de la seconde partie. Dirigés par le technicien kanak, les Parisiens ont remporté 12 victoires, fait 4 matchs nuls, et perdu 3 fois. Sous Ancelotti, Paris n'a connu que deux défaites, mais a concédé plus de matchs nuls (11 victoires, 6 nuls).
Au lendemain de cette déception, Carlo Ancelotti s'annonce tout de même satisfait de la saison de son équipe et prépare activement la suivante.
À l'intersaison, le Paris Saint-Germain se renforce lourdement et recrute notamment Ezequiel Lavezzi, Thiago Silva, Zlatan Ibrahimović et Marco Verratti. Méconnu du grand public, ce dernier s'impose rapidement comme un rouage essentiel de la formation parisienne. Paris retrouve également la Ligue des champions, qu'il n'avait plus fréquentée depuis huit saisons. Pour son retour dans la grande compétition européenne, le club sort en tête de sa phase de groupes. Renforcé par David Beckham pendant la trêve hivernale, il atteint les quarts de finale de l'épreuve, où il n'est éliminé que par le FC Barcelone sans être battu (2-2, 1-1).
Le dimanche 12 mai 2013 le PSG devient Champion de France 2012-2013 après avoir battu l'Olympique lyonnais sur le score de 0-1 grâce à un but de Jérémy Menez. C'est le premier trophée remporté par le "mister" avec le Paris Saint-Germain, et le premier titre de champion du club depuis 1994. Il est aussi élu meilleur entraîneur au trophée UNFP, ex æquo avec Christophe Galtier entraîneur de Saint-Étienne.
Le 19 mai 2013 après une réunion avec le président Nasser Al-Khelaïfi et Leonardo Carlo Ancelotti exprime son souhait de quitter le PSG pour le Real Madrid. Il dira par la suite que son choix de quitter Paris s'est décidé à la suite des critiques reçues après une défaite à Reims en mars 2013.

#### Real Madrid (2013-2015)
Le 25 juin 2013, Carlo Ancelotti voit enfin son souhait exaucé et succède officiellement à José Mourinho sur le banc du Real Madrid. Il s'est engagé pour trois saisons. Zinédine Zidane sera à ses côtés en tant qu'entraîneur adjoint.
Le 16 avril 2014, il remporte son premier trophée à la tête du Real Madrid en battant 2-1 le FC Barcelone en finale de Coupe d'Espagne.
Le samedi 24 mai 2014, il remporte sa troisième Ligue des champions en tant qu'entraineur en battant l'Atlético Madrid 4-1. Après 12 ans, le Real gagne donc sa dixième Ligue des Champions dès la première saison de Carlo Ancelotti à la tête du club. Il fait l'unanimité auprès des joueurs, des dirigeants et des supporters.
Grâce à ce succès, il devient le deuxième entraineur de l'histoire de la Ligue des champions à remporter trois coupes d'Europe après Bob Paisley, il est cependant le premier à le faire avec deux clubs différents et l'a aussi gagné comme joueur en 1989 et en 1990.
Il remporte le 12 août 2014 la Supercoupe de l'UEFA face au FC Séville (2-0).
Le 29 novembre 2014, il devient le premier entraîneur de l'histoire du Real Madrid à remporter 22 matchs consécutifs et bat donc le précédent record de 15 victoires consécutives détenu par José Mourinho et Miguel Muñoz.
Le 20 décembre 2014, il remporte la Coupe du monde des clubs et devient le premier entraîneur de l'histoire du Real Madrid à remporter quatre titres en une seule année mais aussi le deuxième à le remporter à deux reprises (avec l'AC Milan en 2007 et le Real Madrid CF en 2014) derriere Pep Guardiola qui a remporté cette coupe du monde quatre fois (2009, 2011 avec Barcelone, avec le Bayern en 2013 et Manchester City en 2023).
Le 20 janvier, il est nommé meilleur entraîneur de club en 2014 par la Fédération internationale de l'histoire et des statistiques du football (IFFHS).

#### Année sabbatique
Le 25 mai 2015, il est limogé du poste d'entraîneur malgré le soutien public de ses joueurs et même des médias à la suite de l'élimination du Real en Coupe d'Espagne contre l'Atlético Madrid, en demi-finale de Ligue des champions face à la Juventus Turin et à la deuxième place du club en Liga derrière le FC Barcelone.
Il annonce qu'il prend une année sabbatique à cause d'une opération aux cervicales alors qu'un retour à l'AC Milan était dans les tuyaux. Il profite de cette période pour sortir un livre intitulé Mes secrets d'entraîneur.

#### Bayern Munich (2016-2017)
Le 20 décembre 2015, le président du Bayern Munich Karl-Heinz Rummenigge, annonce l'arrivée d'Ancelotti à l'issue de la saison 2015-2016, pour prendre la succession de Pep Guardiola.
Le 14 août 2016, dès son premier match officiel à la tête de l'équipe, il réussit là où Pep Guardiola a échoué en gagnant la Supercoupe d'Allemagne face au Borussia Dortmund après trois années consécutives sans succès. C'est aussi le premier match depuis l'ère Guardiola où le Bayern finit la rencontre avec une possession de balle inférieure à l'adversaire. D'après les analystes, c'est la preuve qu'Ancelotti veut instaurer un jeu plus direct semblable à celui de Jupp Heynckes et qui le caractérisait aussi au Real Madrid ou encore à l'AC Milan.
Il remporte le Championnat d'Allemagne 2016-2017, s'octroyant son 27e titre et cinquième consécutif pour le club bavarois.
Le 28 septembre 2017, il est démis de ses fonctions au lendemain de la lourde défaite de son équipe 3-0 face au PSG de Neymar. Son adjoint Willy Sagnol lui succède, en attendant le retour de Jupp Heynckes.

#### SSC Naples (2018-2019)
Le 23 mai 2018, il s'engage pour une durée de deux ans plus une année en option avec le SSC Naples, où il succède à Maurizio Sarri.
Sa première saison sur le banc de Naples se conclut avec une deuxième place en Serie A, une troisième place dans le groupe C de la Ligue des champions qui comptait le PSG et Liverpool, puis une élimination en quarts de finale de la Ligue Europa face à Arsenal et au même stade de la compétition en Coupe d'Italie face à l'AC Milan.
Au début de la saison suivante, l'entraîneur déplore les travaux inachevés du stade San Paolo. En novembre, les joueurs se déclarent en grève après que le président Aurelio De Laurentiis a décrété une mise au vert.
Le 10 décembre 2019, après avoir obtenu la qualification de son club en huitièmes de finale de Ligue des champions face à Genk (victoire 4-0), Ancelotti est démis de ses fonctions d’entraîneur du SSC Naples. Il laisse le club à une septième place en Serie A avant d'être remplacé par son ancien joueur : Gennaro Gattuso.

#### Everton FC (2019-2021)
Le 21 décembre 2019, Carlo Ancelotti est officiellement nommé manager d'Everton, alors 16e de Premier League. Son contrat porte jusqu'en 2024 et l'entraîneur arrive avec beaucoup d'ambition. Pour son premier match à la tête des Toffees, son équipe l'emporte 1-0 à Goodison Park contre Burnley.
Ancelotti redresse la position du club qui termine à la 12e place avec 49 points pour 2019-2020. L'entraîneur ramène pour la saison suivante des joueurs de renom comme James Rodriguez et Allan Marques Loureiro et réalise une bonne saison 2020-2021 avec deux quarts de finale en coupes et une 10e place en ligue, malgré un total de 59 points. La saison s'achève avec le départ inattendu de Carlo Ancelotti, après que celui-ci a accepté le poste d'entraîneur du Real Madrid CF.

#### Retour au Real Madrid (2021-2025)
Le 1er juin 2021, Carlo Ancelotti est libéré de son contrat avec Everton, et retourne au Real Madrid jusqu'en 2024. Lors de sa première saison avec l'équipe, il remporte la Ligue des Champions, la quatorzième de l'histoire du Real face à Liverpool puis le championnat d'Espagne en fin de saison devant le FC Barcelone.
Il commence sa deuxième saison consécutive depuis son retour sur le banc du Real et remporte la super coupe d'Europe contre l'Eintracht Francfort.
Le 13 août 2022, dans une interview accordée à un journal italien, il annonce qu'il prendra sa retraite après son mandat d'entraineur avec le Real.
En avril 2023, après le mondial au Qatar, Ancelotti déclare que la confédération brésilienne s'intéresse à lui afin qu'il prenne la tête de la Seleção, mais qu'il souhaite honorer son contrat à Madrid qui court jusqu'en juin 2024.
Le 8 novembre 2023, avec la victoire de Real Madrid face à Braga (3-0) en match de poules de la Ligue des Champions, Carlo Ancelotti devient l'entraîneur avec le plus grand nombre de victoires en Coupe d'Europe (116 victoires). Il devance ainsi Sir Alex Ferguson.
En décembre 2023, il prolonge son contrat jusqu'en juin 2026 avec le club Merengue.
Le 1er juin 2024, Carlo Ancelotti remporte une cinquième Ligue des champions en tant qu'entraîneur du Real Madrid à Wembley, face au Borussia Dortmund.
En avril 2025, après avoir perdu le quart de finale de la Ligue des champions contre Arsenal (5-1 score de cumul aller-retour) en tant qu’entraîneur, il annonce qu’il quitte le Real Madrid à l’issue de la saison, malgré son contrat jusqu’en juin 2026, il annonce également qu’il entraînera l’équipe du Brésil, dont son contrat commencera en juin 2025.

#### Sélectionneur du Brésil (2025-)
Le 12 mai 2025, Confédération brésilienne de football (CBF) annonce l'arrivée de Carlo Ancelotti en tant que sélectionneur de la Seleção,. Il aura notamment pour objectif de préparer au mieux les Auriverde à la Coupe du monde 2026 disputée en Amérique du Nord.

## Vie personnelle
En 1983, Carlo Ancelotti se marie avec Luisa Gibellini avec qui il a eu deux enfants : une fille, Katia, et un fils, Davide (en) qui a joué dans les équipes de jeunes du Milan AC et qui signe en juin 2008 à Borgomanero en Serie D (4e division italienne). En 2008, et après 25 ans de vie commune, l'entraîneur de Milan annonce son divorce de Luisa.
En mai 2009, il signe son autobiographie Preferisco la Coppa.
Début juillet 2014, Carlo Ancelotti se marie, à Vancouver, avec Mariann Barrena McClay (qu'il a connue à Londres fin 2011).
Carlo Ancelotti est passionné de sports hippiques et possède une écurie de course.

## Affaires judiciaires

### Condamnation pour fraude fiscale
En 2014, la direction fiscale de la Province de Madrid émet des soupçons de fraude fiscale à l'encontre de Carlo Ancelloti. 
En 2020, le parquet espagnol annonce l'ouverture de  poursuites contre lui, pour dissimulation  au fisc d'une partie de ses revenus, « correspondants à l'exploitation de ses droits à l'image, ainsi que ceux dérivés de sa relation avec le club sportif madrilène ou ceux perçus comme conséquence de contrats avec d'autres marques » au moyen de montages juridiques complexes de sociétés-écrans.
En octobre 2021, son nom est cité dans les Pandora Papers.
En juillet 2025, il est condamné à un an de prison ferme pour fraude fiscale,.

## Statistiques

### Statistiques en tant que joueur

#### Buts internationaux
| 0   | Date           | Lieu                                    | Compétition                | Résultat | Adversaire | Détail | Détail        | Détail | Sél. |
| --- | -------------- | --------------------------------------- | -------------------------- | -------- | ---------- | ------ | ------------- | ------ | ---- |
| 1er | 6 janvier 1981 | Estadio Centenario, Montevideo, Uruguay | Premier tour du Mundialito | N 1-1    | Pays-Bas   | 7e     | du pied droit | 1-0    | 1re  |

### Statistiques en tant qu'entraîneur
| Saison                   | Club                     | Championnat              | Championnat              | Championnat | Championnat | Championnat | Championnat | Coupes nationales | Coupes nationales | Coupes nationales | Coupes nationales | Coupes continentales | Coupes continentales | Coupes continentales | Coupes continentales | Coupes continentales | Supercoupe | Supercoupe | Supercoupe | Supercoupe | Total | Total | Total | Total | Taux de victoire (%) |
| Saison                   | Club                     | Division                 | Division                 | M           | V           | N           | D           | M                 | V                 | N                 | D                 | C.                   | M                    | V                    | N                    | D                    | M          | V          | N          | D          | M     | V     | N     | D     | Taux de victoire (%) |
| ------------------------ | ------------------------ | ------------------------ | ------------------------ | ----------- | ----------- | ----------- | ----------- | ----------------- | ----------------- | ----------------- | ----------------- | -------------------- | -------------------- | -------------------- | -------------------- | -------------------- | ---------- | ---------- | ---------- | ---------- | ----- | ----- | ----- | ----- | -------------------- |
| 1995-1996                | AC Reggiana              |                          | II                       | 38          | 16          | 13          | 9           | 3                 | 1                 | 1                 | 1                 | -                    | -                    | -                    | -                    | -                    | -          | -          | -          | -          | 41    | 17    | 14    | 10    | 41.46                |
| Sous-total AC Reggiana   | Sous-total AC Reggiana   | Sous-total AC Reggiana   | Sous-total AC Reggiana   | 38          | 16          | 13          | 9           | 3                 | 1                 | 1                 | 1                 | -                    | -                    | -                    | -                    | -                    | -          | -          | -          | -          | 41    | 17    | 14    | 10    | 41.46                |
| 1996-1997                | AC Parme                 |                          | I                        | 34          | 18          | 9           | 7           | 1                 | 0                 | 0                 | 1                 | C3                   | 2                    | 1                    | 0                    | 1                    | -          | -          | -          | -          | 37    | 19    | 9     | 9     | 51.35                |
| 1997-1998                | AC Parme                 | I                        | 34                       | 15          | 12          | 7           | 8           | 4                 | 3                 | 1                 | C1                | 8                    | 4                    | 3                    | 1                    | -                    | -          | -          | -          | 50         | 23    | 18    | 9     | 46    |                      |
| Sous-total AC Parme      | Sous-total AC Parme      | Sous-total AC Parme      | Sous-total AC Parme      | 68          | 33          | 21          | 14          | 9                 | 4                 | 3                 | 2                 | -                    | 10                   | 5                    | 3                    | 2                    | -          | -          | -          | -          | 87    | 42    | 27    | 18    | 48.28                |
| 1998-1999                | Juventus FC              |                          | I                        | 16          | 8           | 5           | 3           | -                 | -                 | -                 | -                 | C1                   | 4                    | 1                    | 2                    | 1                    | -          | -          | -          | -          | 20    | 9     | 7     | 4     | 45                   |
| 1999-2000                | Juventus FC              | I                        | 34                       | 21          | 8           | 5           | 4           | 3                 | 0                 | 1                 | CI C3             | 6 8                  | 3 5                  | 3 1                  | 0 2                  | -                    | -          | -          | -          | 52         | 32    | 12    | 8     | 61.54 |                      |
| 2000-2001                | Juventus FC              | I                        | 34                       | 21          | 10          | 3           | 2           | 0                 | 1                 | 1                 | C1                | 6                    | 1                    | 3                    | 2                    | -                    | -          | -          | -          | 42         | 22    | 14    | 6     | 52.38 |                      |
| Sous-total Juventus FC   | Sous-total Juventus FC   | Sous-total Juventus FC   | Sous-total Juventus FC   | 84          | 50          | 23          | 11          | 6                 | 3                 | 1                 | 2                 | -                    | 24                   | 10                   | 9                    | 5                    | -          | -          | -          | -          | 114   | 63    | 33    | 18    | 55.26                |
| 2001-2002                | AC Milan                 |                          | I                        | 25          | 10          | 10          | 5           | 6                 | 3                 | 2                 | 1                 | C3                   | 8                    | 4                    | 2                    | 2                    | -          | -          | -          | -          | 39    | 17    | 14    | 8     | 43.59                |
| 2002-2003                | AC Milan                 | I                        | 34                       | 18          | 7           | 9           | 8           | 4                 | 4                 | 0                 | C1                | 19                   | 11                   | 3                    | 5                    | -                    | -          | -          | -          | 61         | 33    | 14    | 14    | 54.1  |                      |
| 2003-2004                | AC Milan                 | I                        | 34                       | 25          | 7           | 2           | 6           | 4                 | 0                 | 2                 | SU C1 CI          | 1 10 1               | 1 5 0                | 0 2 1                | 0 3 0                | 1                    | 0          | 1          | 0          | 53         | 35    | 9     | 9     | 66.04 |                      |
| 2004-2005                | AC Milan                 | I                        | 38                       | 23          | 10          | 5           | 4           | 3                 | 0                 | 1                 | C1                | 13                   | 9                    | 2                    | 2                    | 1                    | 1          | 0          | 0          | 56         | 36    | 12    | 8     | 64.29 |                      |
| 2005-2006                | AC Milan                 | I                        | 38                       | 28          | 4           | 6           | 4           | 3                 | 0                 | 1                 | C1                | 12                   | 5                    | 5                    | 2                    | -                    | -          | -          | -          | 54         | 36    | 9     | 9     | 66.67 |                      |
| 2006-2007                | AC Milan                 | I                        | 38                       | 19          | 12          | 7           | 6           | 3                 | 1                 | 2                 | C1                | 15                   | 9                    | 3                    | 3                    | -                    | -          | -          | -          | 59         | 31    | 16    | 12    | 52.54 |                      |
| 2007-2008                | AC Milan                 | I                        | 38                       | 18          | 10          | 10          | 2           | 0                 | 1                 | 1                 | SU C1 CM          | 1 8 2                | 1 4 2                | 0 2 0                | 0 2 0                | -                    | -          | -          | -          | 51         | 25    | 13    | 13    | 49.02 |                      |
| 2008-2009                | AC Milan                 | I                        | 38                       | 22          | 8           | 8           | 1           | 0                 | 0                 | 1                 | C3                | 8                    | 4                    | 4                    | 0                    | -                    | -          | -          | -          | 47         | 26    | 12    | 9     | 55.32 |                      |
| Sous-total AC Milan      | Sous-total AC Milan      | Sous-total AC Milan      | Sous-total AC Milan      | 283         | 163         | 68          | 52          | 37                | 20                | 8                 | 9                 | -                    | 98                   | 55                   | 24                   | 19                   | 2          | 1          | 1          | 0          | 420   | 239   | 98    | 83    | 56.9                 |
| 2009-2010                | Chelsea FC               |                          | I                        | 38          | 27          | 5           | 6           | 9                 | 8                 | 1                 | 0                 | C1                   | 8                    | 4                    | 2                    | 2                    | 1          | 0          | 1          | 0          | 56    | 39    | 9     | 8     | 69.64                |
| 2010-2011                | Chelsea FC               | I                        | 38                       | 21          | 8           | 9           | 4           | 1                 | 2                 | 1                 | C1                | 10                   | 6                    | 1                    | 3                    | 1                    | 0          | 0          | 1          | 53         | 28    | 11    | 14    | 52.83 |                      |
| Sous-total Chelsea FC    | Sous-total Chelsea FC    | Sous-total Chelsea FC    | Sous-total Chelsea FC    | 76          | 48          | 13          | 15          | 13                | 9                 | 3                 | 1                 | -                    | 18                   | 10                   | 3                    | 5                    | 2          | 0          | 1          | 1          | 109   | 67    | 20    | 22    | 61.47                |
| 2011-2012                | Paris SG                 |                          | I                        | 19          | 11          | 6           | 2           | 4                 | 3                 | 0                 | 1                 | -                    | -                    | -                    | -                    | -                    | -          | -          | -          | -          | 23    | 14    | 6     | 3     | 60.87                |
| 2012-2013                | Paris SG                 | I                        | 38                       | 25          | 8           | 5           | 6           | 4                 | 2                 | 0                 | C1                | 10                   | 6                    | 3                    | 1                    | -                    | -          | -          | -          | 54         | 35    | 13    | 6     | 64.81 |                      |
| Sous-total Paris SG      | Sous-total Paris SG      | Sous-total Paris SG      | Sous-total Paris SG      | 57          | 36          | 14          | 7           | 10                | 7                 | 2                 | 1                 | -                    | 10                   | 6                    | 3                    | 1                    | -          | -          | -          | -          | 77    | 49    | 19    | 9     | 63.64                |
| 2013-2014                | Real Madrid              |                          | I                        | 38          | 27          | 6           | 5           | 9                 | 8                 | 1                 | 0                 | C1                   | 13                   | 11                   | 1                    | 1                    | -          | -          | -          | -          | 60    | 46    | 8     | 6     | 76.67                |
| 2014-2015                | Real Madrid              | I                        | 38                       | 30          | 2           | 6           | 4           | 2                 | 1                 | 1                 | SU C1 CM          | 1 12 2               | 1 8 2                | 0 2 0                | 0 2 0                | 2                    | 0          | 1          | 1          | 59         | 43    | 6     | 10    | 72.88 |                      |
| Sous-total Real Madrid   | Sous-total Real Madrid   | Sous-total Real Madrid   | Sous-total Real Madrid   | 76          | 57          | 8           | 11          | 13                | 10                | 2                 | 1                 | -                    | 28                   | 22                   | 3                    | 3                    | 2          | 0          | 1          | 1          | 119   | 89    | 14    | 16    | 74.79                |
| 2016-2017                | Bayern Munich            |                          | I                        | 34          | 25          | 7           | 2           | 5                 | 4                 | 0                 | 1                 | C1                   | 10                   | 6                    | 0                    | 4                    | 1          | 1          | 0          | 0          | 50    | 36    | 7     | 7     | 72                   |
| 2017-2018                | Bayern Munich            | I                        | 6                        | 4           | 1           | 1           | 1           | 1                 | 0                 | 0                 | C1                | 2                    | 1                    | 0                    | 1                    | 1                    | 0          | 1          | 0          | 10         | 6     | 2     | 2     | 60    |                      |
| Sous-total Bayern Munich | Sous-total Bayern Munich | Sous-total Bayern Munich | Sous-total Bayern Munich | 40          | 29          | 8           | 3           | 6                 | 5                 | 0                 | 1                 | -                    | 12                   | 7                    | 0                    | 5                    | 2          | 1          | 1          | 0          | 60    | 42    | 9     | 9     | 70                   |
| 2018-2019                | SSC Naples               |                          | I                        | 38          | 24          | 7           | 7           | 2                 | 1                 | 0                 | 1                 | C1 C3                | 6                    | 2 3                  | 3 0                  | 1 3                  | -          | -          | -          | -          | 52    | 30    | 10    | 12    | 57.69                |
| 2019-2020                | SSC Naples               | I                        | 15                       | 5           | 6           | 4           | -           | -                 | -                 | -                 | C1                | 6                    | 3                    | 3                    | 0                    | -                    | -          | -          | -          | 21         | 8     | 9     | 4     | 38.1  |                      |
| Sous-total SSC Naples    | Sous-total SSC Naples    | Sous-total SSC Naples    | Sous-total SSC Naples    | 53          | 29          | 13          | 11          | 2                 | 1                 | 0                 | 1                 | -                    | 18                   | 8                    | 6                    | 4                    | -          | -          | -          | -          | 73    | 38    | 19    | 16    | 52.05                |
| 2019-2020                | Everton FC               |                          | I                        | 20          | 8           | 6           | 6           | 1                 | 0                 | 0                 | 1                 | -                    | -                    | -                    | -                    | -                    | -          | -          | -          | -          | 21    | 8     | 6     | 7     | 38.1                 |
| 2020-2021                | Everton FC               | I                        | 38                       | 17          | 8           | 13          | 8           | 6                 | 0                 | 2                 | -                 | -                    | -                    | -                    | -                    | -                    | -          | -          | -          | 46         | 23    | 8     | 15    | 50    |                      |
| Sous-total Everton FC    | Sous-total Everton FC    | Sous-total Everton FC    | Sous-total Everton FC    | 58          | 25          | 14          | 19          | 9                 | 6                 | 0                 | 3                 | -                    | -                    | -                    | -                    | -                    | -          | -          | -          | -          | 67    | 31    | 14    | 22    | 46.27                |
| 2021-2022                | Real Madrid              |                          | I                        | 38          | 26          | 8           | 4           | 3                 | 2                 | 0                 | 1                 | C1                   | 13                   | 9                    | 0                    | 4                    | 2          | 2          | 0          | 0          | 56    | 39    | 8     | 9     | 69.64                |
| 2022-2023                | Real Madrid              | I                        | 38                       | 24          | 6           | 8           | 6           | 5                 | 0                 | 1                 | SU C1 CM          | 1 12 2               | 1 8 2                | 0 2 0                | 0 2 0                | 2                    | 1          | 0          | 1          | 61         | 41    | 8     | 12    | 67.21 |                      |
| 2023-2024                | Real Madrid              | I                        | 38                       | 29          | 8           | 1           | 2           | 1                 | 0                 | 1                 | C1                | 13                   | 9                    | 4                    | 0                    | 2                    | 2          | 0          | 0          | 55         | 41    | 12    | 2     | 74.55 |                      |
| 2024-2025                | Real Madrid              | I                        | 38                       | 26          | 6           | 6           | 6           | 4                 | 1                 | 1                 | SU C1 CIC         | 1 14 1               | 1 8 1                | 0                    | 0 6 0                | 2                    | 1          | 0          | 1          | 62         | 41    | 7     | 14    | 66.13 |                      |
| Sous-total Real Madrid   | Sous-total Real Madrid   | Sous-total Real Madrid   | Sous-total Real Madrid   | 152         | 105         | 30          | 19          | 17                | 12                | 1                 | 4                 | -                    | 57                   | 39                   | 6                    | 12                   | 8          | 6          | 0          | 2          | 234   | 162   | 35    | 37    | 69.23                |
| Total sur la carrière    | Total sur la carrière    | Total sur la carrière    | Total sur la carrière    | 985         | 591         | 225         | 171         | 125               | 78                | 21                | 26                | -                    | 275                  | 152                  | 57                   | 56                   | 16         | 8          | 4          | 4          | 1401  | 829   | 307   | 257   | 59.17                |

## Palmarès

### En tant que joueur
| AS Rome (5) : | Milan AC (9) : |
| --- | --- |
| - Serie A - Champion : 1983 - Coupe d'Italie - Vainqueur : 1980, 1981, 1984 et 1986 - Ligue des champions UEFA - Finaliste : 1984 | - Serie A - Champion : 1988 et 1992 - Supercoupe d'Italie - Vainqueur : 1989 - Ligue des champions UEFA - Vainqueur : 1989 et 1990 - Supercoupe de l'UEFA - Vainqueur : 1989 et 1990 - Coupe intercontinentale - Vainqueur : 1989 et 1990 |

### En tant qu'entraîneur
| Équipe d'Italie (entraîneur adjoint) : | Parme :                          | Juventus (1) :                                                                | Milan AC (8) : | Chelsea (3) : | Paris Saint-Germain (1) :                          | Real Madrid (15) : | Bayern Munich (3) :                                                                | SSC Napoli :                     |
| -------------------------------------- | -------------------------------- | ----------------------------------------------------------------------------- | --- | --- | -------------------------------------------------- | --- | ---------------------------------------------------------------------------------- | -------------------------------- |
| - Coupe du Monde - Finaliste : 1994    | - Serie A - Vice-champion : 1997 | - Serie A - Vice-champion : 2000 et 2001 - Coupe Intertoto - Vainqueur : 1999 | - Serie A - Champion : 2004 - Coupe d'Italie - Vainqueur : 2003 - Supercoupe d'Italie - Vainqueur : 2004 - Ligue des champions de l'UEFA - Vainqueur : 2003 et 2007 - Finaliste : 2005 - Supercoupe de l'UEFA - Vainqueur : 2003 et 2007 - Coupe du Monde des clubs FIFA - Vainqueur : 2007 | - Premier League - Champion : 2010 - Coupe d'Angleterre - Vainqueur : 2010 - Community Shield - Vainqueur : 2009 | - Ligue 1 - Champion : 2013 - Vice-champion : 2012 | - Liga - Champion : 2022 et 2024 - Coupe du Roi - Vainqueur : 2014 et 2023 - Supercoupe d'Espagne - Vainqueur : 2022 et 2024 - Ligue des champions de l'UEFA - Vainqueur : 2014, 2022 et 2024 - Supercoupe de l'UEFA - Vainqueur : 2014, 2022 et 2024 - Coupe du Monde des clubs FIFA - Vainqueur : 2014 et 2022 - Coupe intercontinentale de la FIFA - Vainqueur : 2024 | - Bundesliga - Champion : 2017 - Supercoupe d'Allemagne - Vainqueur : 2016 et 2017 | - Serie A - Vice-champion : 2019 |

### Résumé des trophées de Carlo Ancelotti en tant qu'entraîneur
| Compétition                   | Italie | Angleterre | France | Espagne | Allemagne | Total |
| ----------------------------- | ------ | ---------- | ------ | ------- | --------- | ----- |
| Championnat national          | 1      | 1          | 1      | 2       | 1         | 6     |
| Coupe nationale               | 1      | 1          |        | 2       |           | 4     |
| Supercoupe nationale          | 1      | 1          |        | 2       | 2         | 6     |
| Autre coupe nationale         |        |            |        |         |           | 0     |
| Ligue des champions           | 2      |            |        | 3       |           | 5     |
| Supercoupe de l'UEFA          | 2      |            |        | 3       |           | 5     |
| Coupe Intertoto               | 1      |            |        |         |           | 1     |
| Coupe du Monde des clubs FIFA | 1      |            |        | 2       |           | 3     |
| Total                         | 9      | 3          | 1      | 14      | 3         | 30    |

## Distinctions en tant qu'entraîneur
| Titres nationaux | Titres internationaux |
| --- | --- |
| Italie - Albo Panchina d'or (Titre de meilleur entraîneur du Calcio de l'année attribuée par ses pairs) : 2002-2003, 2003-2004 - Meilleur entraîneur de l'année de Serie A en 2001 et 2004 - Désigné parmi les 51 personnes du Hall of Fame du Milan AC qui ont joué un rôle important dans l'histoire du club, à la fois comme joueur et comme entraîneur Angleterre - Entraîneur du mois en Premier League en novembre 2009, août 2010, mars 2011 et septembre 2020 France - Trophée UNFP du Meilleur entraineur de Ligue 1 en 2013 (ex æquo avec Christophe Galtier, entraineur de l'Association sportive de Saint-Étienne) Espagne - Entraîneur du mois en Liga BBVA : octobre 2014, avril 2015 - Trophée Miguel Muñoz du meilleur entraîneur de la Liga en 2015 et 2022 | Europe - Entraîneur de l'année 2002-2003 en Ligue des champions (Prix décerné par l'UEFA) - Entraîneur de l'année 2021-2022 et 2022-2023 selon Onze d'or. Monde - Entraîneur de l'année 2003 du magazine World Soccer Magazine - Meilleur entraîneur de club de l'année 2007, 2014 et 2022 de l'International Federation of Football History & Statistics - Entraîneur de l'année 2007par l'European Sports Media - Nomination au Prix d'entraîneur de l'année FIFA 2010 - Deuxième meilleur entraîneur du monde au Ballon d'Or 2014 - 8e meilleur entraîneur de tous les temps par France Football: 2019, - 18e meilleur entraîneur de tous les temps par FourFourTwo: 2020 |

- Trophée Johan Cruyff 2024

## Records
- Il est le premier entraîneur de l’histoire à s’être qualifié pour les demi-finales de la Ligue des champions sur quatre décennies différentes (1990-2000-2010-2020).
- Il est le premier entraîneur de l'histoire à remporter les 5 grands championnats (Allemagne, Angleterre, Espagne, France et Italie).
- Il est l’entraîneur le plus titré de la Ligue des champions avec cinq trophées.
- Il est le seul à avoir remporté la Ligue des champions sur cinq décennies consécutives soit en tant que joueur ou en tant qu’entraîneur (1980-1990-2000-2010-2020).

## Décorations
- Officier de l'ordre de l'Étoile d'Italie (02 juin 2014)[56]
- Chevalier de l'ordre du Mérite‎ (30 septembre 1991)[57]

## Filmographie
- 1983 : Don Camillo de Terence Hill : footballeur de l'équipe des Diables[58]
- 1984 : L'allenatore nel pallone de Sergio Martino : joueur de football[59]
- 1985 : Mezzo destro mezzo sinistro - 2 calciatori senza pallone de Sergio Martino : lui-même[60]
- 2008 : L'allenatore nel pallone 2 de Lino Banfi : entraîneur[59]